# Robert Fogel
Robert William Fogel (New York, 1º luglio 1926 – Oak Lawn, 11 giugno 2013) è stato un economista, storico e ricercatore statunitense, vincitore nel 1993 del Premio Nobel per l'economia assieme a Douglass North.
È conosciuto soprattutto per essere un teorico ed uno dei maggiori esponenti della cliometria, chiamata a volte New economic history o Econometric history, cioè l'uso dei metodi statistici ed econometrici nell'ambito della ricerca storica. Ha insegnato nelle università di Chicago, Rochester e Harvard.
Nel 1975 ha ricevuto il premio Bancroft per l'opera Time on the cross: the economics of American negro slavery.

## Biografia
Fogel nacque a New York, figlio di immigrati ebrei ucraini di Odessa (1922). Suo fratello, di sei anni più grande di lui, fu la sua principale influenza intellettuale nella sua giovinezza, mentre ascoltava lui e i suoi amici del college discutere intensamente di questioni sociali ed economiche della Grande depressione.  Si diplomò alla Stuyvesant High School nel 1944. Dopo la laurea si ritrovò con un amore per la letteratura e la storia e aspirava a una carriera scientifica, ma a causa di un estremo pessimismo sull'economia nella seconda metà degli anni '40, spostò il suo interesse verso l'economia. Studiò alla Cornell University, dove si laureò in storia con una specializzazione in economia, e divenne presidente della sezione universitaria dell'American Youth for Democracy, un'organizzazione comunista. Dopo la laurea nel 1948, divenne un organizzatore professionista per il Partito comunista. Dopo aver lavorato otto anni come organizzatore professionista, rifiutò il comunismo in quanto non scientifico e frequentò la Columbia University, dove studiò con George Stigler e ottenne un master in economia nel 1960. Conseguì un dottorato di ricerca presso la Johns Hopkins University nel 1963.
Iniziò  la sua carriera di ricercatore come assistente professore presso l'Università di Rochester nel 1960. Nel 1964 si trasferì all'Università di Chicago come professore associato. Dal 1968 al 1975 fu anche visiting professor a Rochester nei semestri autunnali. Durante questo periodo completò alcune delle sue opere più importanti, tra cui Time on the Cross (in collaborazione con Stanley Engerman). Fece anche da mentore a un folto gruppo di studenti e ricercatori di storia economica, tra cui la sua collega Deirdre McCloskey a Chicago. Nel 1975 partì per l'Università di Harvard, e dal 1978 lavorò come ricercatore associato presso il National Bureau of Economic Research di Cambridge, Massachusetts. Nel 1981 tornò all'Università di Chicago, dove diresse il neonato Center for Population Economics presso la Booth School of Business.
Fogel svolse ricerche e scrisse su numerosi campi nella sua carriera, tra cui non solo la storia economica, ma anche la demografia, la fisiologia, la sociologia della famiglia, la nutrizione, lo sviluppo economico della Cina, la filosofia della scienza e altri campi correlati. Integrò intuizioni provenienti da campi così diversi nei suoi tentativi di spiegare importanti fenomeni storici come il drammatico calo dei tassi di mortalità dal XVIII al XX secolo. La sua ex collega Deirdre McCloskey attribuì a Fogel il merito di aver "riunito economia e storia". Consigliò molti studenti che sono diventati importanti storici dell'economia, in modo che molti storici dell'economia negli Stati Uniti facciano risalire il loro lignaggio accademico a lui.
Fogel fu eletto all'American Academy of Arts and Sciences nel 1972,  alla National Academy of Sciences nel 1973,  e all'American Philosophical Society nel 2000.
Morì dopo una breve malattia l'11 giugno 2013 a Oak Lawn, Illinois, all'età di 86 anni. 

## Ricerca
Robert Fogel fuuno dei principali rappresentanti della cliometria, la storia economica basata sulla statistica. La sua opera principale fu considerata Time on the Cross, uno studio sull'economia della società schiavista nel Sud degli Stati Uniti, scritto insieme a Stanley Engerman. Nel libro sostenne che la schiavitù non era affatto antieconomica, come è stato spesso sostenuto con l'argomento che i prezzi degli schiavi erano aumentati più velocemente dei prezzi dei prodotti che producevano. Sostenne anche che gli schiavi nelle piantagioni erano trattati in media meglio dei lavoratori nelle fabbriche del nord. Sebbene l'intelligenza metodologica dello studio fosse sempre stata riconosciuta, Fogel ed Engerman vennero aspramente attaccati (ad esempio da Herbert Gutman). Poco dopo la pubblicazione di Time on the Cross, fu pubblicato un libro di Paul David e altri per confutare in dettaglio le loro tesi.  Soprattutto, furono accusati di lavorare su una base statistica troppo ristretta e, tutto sommato, di aver tracciato un quadro chiaramente troppo ben intenzionato delle condizioni di vita degli schiavi di colore. Fogel stesso non fu mai un apologeta della schiavitù e sottolineò sempre il suo rifiuto della schiavitù per motivi morali.
Fogel sottopose anche altre tesi comuni ad un esame critico. Giunse alla conclusione che la ferrovia negli Stati Uniti nel periodo intorno al 1890 aveva portato solo a un risparmio massimo del tre per cento (e più dell'uno per cento) nei costi di trasporto dei prodotti agricoli. Rispetto a un'ipotetica economia senza ferrovie (che doveva basarsi principalmente sul trasporto via canale), i risparmi erano molto ridotti. Questa tesi, respinta da molti storici, innestò un ampio dibattito negli studi storici, che è continuato a lungo.

## Vita privata
Fogel sposò Enid Cassandra Morgan, una donna afroamericana, nel 1949 ed ebbe due figli. All'epoca la coppia dovette affrontare notevoli difficoltà a causa delle leggi anti-meticciato e dei sentimenti prevalenti contro i matrimoni interrazziali.

## Opere
- The Union Pacific Railroad: a case in premature enterprise, Baltimore, Johns Hopkins Press, 1960.
- Railroads and American economic growth: essays in econometric history, Baltimore, Johns Hopkins Press, 1964.
- Time on the cross: the economics of American negro slavery, coautore S. L. Engerman, Boston, 1974.
- Ten lectures in the New economic history, 1977, (in giapponese).
- Which road to the past? : two views of history, coautore Geoffrey Rudolph Elton, New Haven, Yale University Press, 1983.
- Without consent or contract: the rise and fall of American slavery, New York, Norton, 1989.
- The fourth great awakening & the future of egalitarianism, Chicago, University of Chicago Press, 2000.
- The escape from hunger and premature death, 1700-2100: Europe, America and the Third World, Cambridge, Cambridge University Press, 2003.

### Edizioni in lingua italiana
- Fuga dalla fame: Europa, America e Terzo mondo, 1700-2100, Milano, V&P, 2006.